# Oph 162225-240515
Oph 162225-240515 (Oph1622) – para brązowych karłów tworzących układ podwójny, niezwiązany z żadną gwiazdą. Obiekty te krążą wokół wspólnego środka masy. Większy z nich Oph1622A został przez odkrywców pozytywnie zidentyfikowany jako brązowy karzeł o masie wynoszącej około 17,5 razy masy Jowisza, mniejszy Oph1622B ma według nich masę około 15,5 masy Jowisza. Późniejsze prace sugerują jednak, że obiekty te są masywniejsze (np. praca zespołu K. L. Luhmana podaje 57,6 i 19,9 MJ). Są one oddalone od siebie o około 240 j.a., co czyni ten układ wysoce niestabilnym. Bardzo mała gwiazda lub inny brązowy karzeł, poruszający się w pobliżu, może zakłócić wzajemny ruch tych ciał i rozbić ich unikatowy system.